# Collinsia clypiella
Collinsia clypiella là một loài nhện trong họ Linyphiidae.
Loài này thuộc chi Collinsia. Collinsia clypiella được Ralph Vary Chamberlin miêu tả năm 1920.